# Roestvoetje
Roestvoetje (Bryoerythrophyllum) is een geslacht van bladmossen uit de kleimosfamilie (Pottiaceae).

## Kenmerken
De soort vormt lage tot middelgrote kussens of gazons, die in het onderste gedeelte roodbruin gekleurd zijn. De rechtopstaande planten zijn enkelvoudig of vertakt. De eivormige tot lancetvormige bladeren, die aan de bovenkant stomp afgerond zijn tot puntig, zijn droog en gebogen, terwijl ze, wanneer ze vochtig zijn, rechtopstaand tot uitstekend staan. De bladranden zijn vaak teruggebogen, de bladtop is vaak getand, de bladnerf eindigt vlak voor of in de bladtop of komt soms kort uit. De cellen aan de basis van het blad zijn hyalien of roodbruin, rechthoekig en glad, terwijl die van het bovenste deel van het blad rond-vierkant, dicht papillair en ondoorzichtig zijn.
De geslachtsverdeling is meestal tweehuizig, zelden eenhuizig. De eivormige tot cilindrische sporenkapsel op de langwerpige seta heeft een kegelvormig tot kortsnavelvormig operculum en een kapvormige calyptra (huikje). Een peristoom kan ontbreken of zeer variabel zijn.

## Verspreiding
Het geslacht wordt bijna wereldwijd verspreid, vooral in arctische en gematigde klimaten en in tropische hooglandzones.

## Soorten
Enkele soorten tot dit geslacht behoren zijn:
- Bryoerythrophyllum alpigenum
- Bryoerythrophyllum ferruginascens
- Bryoerythrophyllum recurvirostre (Oranjesteeltje)
- Bryoerythrophyllum rubrum